# NGC 7008
NGC 7008 је планетарна маглина у сазвежђу Лабуд која се налази на NGC листи објеката дубоког неба.
Деклинација објекта је + 54° 32' 38" а ректасцензија 21h 0m 32,8s. Привидна величина (магнитуда) објекта NGC 7008 износи 10,7 а фотографска магнитуда 13,3. NGC 7008 је још познат и под ознакама PK 93+5.2, CS=12.3.